# Lena Clemmons Artz
Lena Clemmons Artz (3 de agosto de 1891 - 2 de junio de 1976) fue una botánica y educadora de secundaria estadounidense dedicada al estudio de la flora de Virginia, en particular la de sus páramos de esquisto y otros ecosistemas montañosos.

## Primeros años
Artz nació el 3 de agosto de 1891 en Woodstock, Virginia (condado de Shenandoah) de Cedena Catherine (de soltera Polonia) y James Peter Artz.  Se crio con sus cinco hermanos en la granja de la familia, que estaba ubicada a lo largo de la orilla este del North Fork del río Shenandoah, al pie de las montañas Massanutten . La primera evidencia conocida de su interés por la botánica data de 1917, cuando mantuvo correspondencia con una revista de divulgación científica para informar sobre sus contribuciones sobre "bolas de semillas de papa [¿frutas?], cuscuta y agallas de conos de sauce".  Los registros del censo indican que en 1920,  Artz trabajaba como maestro de escuela pública y residía en la casa familiar.

## Educación científica y vida como académico independiente.
En 1927, Artz se graduó con un título de AB en The College of William & Mary a la edad de 35  Fue la primera y única de su familia inmediata en asistir a la universidad. Las fotografías indican que participó activamente en grupos de estudiantes (Sociedad Literaria J. Leslie Hall, Shenandoah Valley Club, Clayton-Grimes Biology Club), en particular asumiendo una posición de liderazgo en 1926 como Secretaria del primer semestre del Clayton-Grimes Biology Club.   Su participación en el Club de Biología es la primera evidencia de su interés académico en la biología y lo que se convertiría en el foco de su carrera posterior como educadora y académica independiente.En 1935, Artz se graduó con una maestría en el Columbian College de la Universidad George Washington .  Su investigación de tesis, "Plantas de los bancos de esquisto de las montañas Massanutten", describió la flora vascular de los ecosistemas áridos de esquisto dentro de esta cadena montañosa, analizó las distribuciones disyuntas de taxones seleccionados de áridos de esquisto e investigó su estructura de raíces. En 1937, fue elegida miembro de la Sociedad Botánica de Washington,  parte de la Academia de Ciencias de Washington, y se unió a la recién formada Sociedad Botánica de los Apalaches del Sur .  En 1941, Artz era profesor de biología en la escuela secundaria Mt Vernon y patrocinador de su club de ciencias para estudiantes,  que asistía a las reuniones de la Academia de Ciencias de Virginia. Los registros del censo y de las publicaciones indican que residió en Washington D. C.  y Arlington, Virginia  hasta al menos 1942, después de lo cual se retiró del sistema de escuelas públicas de Virginia y se mudó a Fort Valley en las montañas Massanutten de Virginia. 

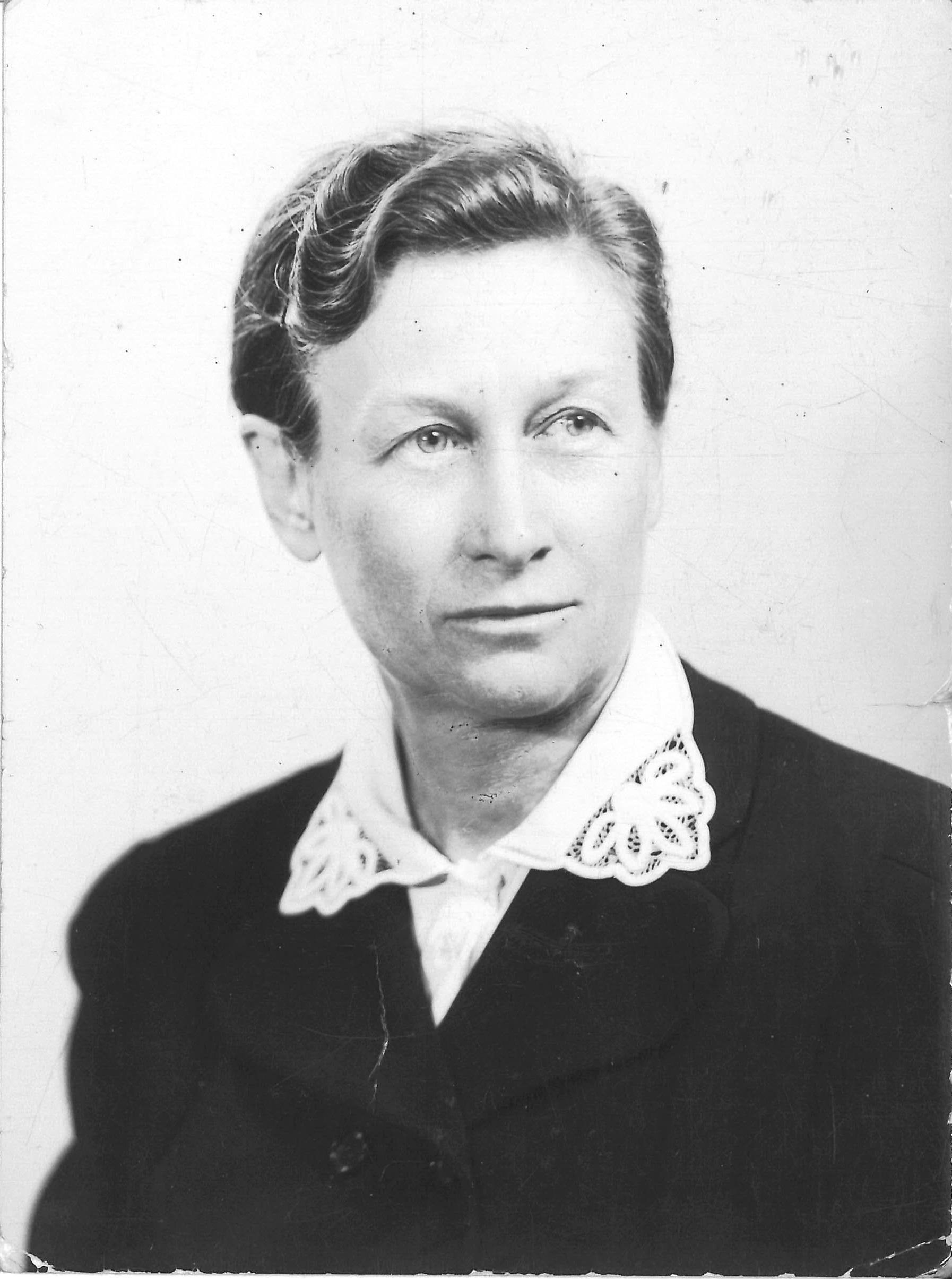
Retrato de Lena Clemmons Artz de mediados de los años 40.

Después de jubilarse como educadora, Artz amplió el alcance de sus actividades académicas mientras continuaba realizando investigaciones originales. Se unió a la American Fern Society y a la Ecoological Society of America en 1948  y 1949,  respectivamente, y fue elegida como la primera mujer vicepresidenta de la Southern Appalachian Botanical Society en 1953.  Los reconocimientos en otros artículos indican que Artz continuó ayudando a otros botánicos a explorar Massanuttens y las regiones circundantes y a distribuir especímenes de herbario .   También continuó como miembro activo de la Academia de Ciencias de Virginia (VAS) y su Comité de Flora de Virginia. En reconocimiento a los logros de su vida, Artz fue elegida miembro honorario vitalicio de la Academia de Ciencias de Virginia el 20 de marzo de 1976,  menos de tres meses antes de su muerte. En 1978, Artz fue reconocida póstumamente como benefactora de la Asociación de Conservación y Parques Nacionales de EE. UU., que señaló que ella era "una ferviente conservacionista y una destacada botánica taxonómica". 

## Publicaciones
- Artz, L. (1917). Miscellaneous Contributions. In The Guide to Nature (pp. 254–254). The Agassiz Association.
- Artz, L. (1934a). Parnassia asarifolia Vent. Claytonia, 1(1), 8–9.
- Artz, L. (1934b). Queries and Answers. Claytonia, 1(2), 9–10.
- Artz, L. (1935a). General Notes. Claytonia, 2(2), 18.
- Artz, L. (1935b). General Notes: An Arabis. Claytonia, 2(1), 10.
- Artz, L. (1935c). General Notes: Stewartia pentagyna. Claytonia, 2(1), 10.
- Artz, L. (1935d). Plants of the Massanutten Mountains. Claytonia, 2(1), 4–5.
- Artz, L. (1935e). Plants of the shale banks of the Massanutten Mts. [Master of Arts]. The George Washington University.
- Artz, L., & Glass, J. (1936). The spring foray. Claytonia, 3(1), 3–4.
- Artz, L. (1937a). Anagallis arvensis. Claytonia, 4(2), 21–22.
- Artz, L. (1937b). Herbaceous plants from the vicinity of Wold Scaffold Hunt Club Camp, Augusta County, Virginia, May 9, 1937. Claytonia, 4(2), 25–26.
- Artz, L. (1937c). Notes on Arabis lyrata. Claytonia, 4, 19–21.
- Artz, L. (1937d). Notes on Astragalus distortus. Claytonia, 4(2), 24–25.
- Artz, L. (1937e). Plants of the shale banks of the Massanutten Mountains of Virginia. Claytonia, 3(4), 45–50.
- Artz, L. (1937f). Plants of the shale banks of the Massanutten Mountains of Virginia (concluded). Claytonia, 4(1), 10–15.
- Artz, L. (1938a). Herbaceous plants from vicinity of Barbour's Creek CCC camp, Craig County, Virginia. Claytonia, 5(1), 8–9.
- Artz, L. (1938b). Occurrence of wavellite, Giles County, Virginia. American Mineralogist, 23(10), 664–665.
- Artz, L. (1938c). Wild beverage plants. Claytonia, 5(1), 1–4.
- Artz, L. (1939). Foray to the Massanuttten Mountains in Virginia. Castanea, 4(8), 134–135.
- Artz, L. (1942). Plants at the edges of their ranges. The Virginia Journal of Science, III(2 & 3), 50–52.
- Artz, L. (1947). A white-flowered Desmodium from Virginia. Rhodora, 49(588), 299–300.
- Artz, L. (1948). Plants of the shale barrens of the tributaries of the James River in Virginia. Castanea, 13(4), 141–145.
- Artz, L. (1949a). Another station for Asplenium ebenoides. American Fern Society, 39(3), 91–92.
- Artz, L. (1949b). Notes on four Virginia plants. Rhodora, 51(601), 12.
- Artz, L. (1950). A bit of the flora in and around an old iron furnace. Castanea, 15(3), 131–134.
- Artz, L. (1951). Xerophyllum asphodeloides (L.) Nutt. in the Massanutten Mountains in Virginia. Castanea, 16(4), 124–125.
- Fosberg, F.R., & Artz, L. (1953). The varieties of Monarda fistulosa L. Castanea, 18(4), 128–130.
- Artz, L. (1961). Geum vernum in Virginia. Castanea, 26(4), 174.
- Artz, L. (1962). Twelve native plants from Frederick and Shenandoah Counties in Virginia. Castanea, 27(2), 79–83.
- Artz, L. (1964). Plants of the Massanutten Mountain system not abundant in that area. Castanea, 29(4), 175–178.
- Artz, L., & Krouse, M. (1967). A Massanutten Muskeg. Castanea, 32(4), 190–191.
- Artz, L. (1968). Plant life in the Shenandoah Valley. In Belle Grove (first, pp. 50–58). National Trust for Historic Preservation. [reprinted in 1981]
- Artz, L. C. (1974). Native plants used by the North American Indians. Quarterly Bulletin of the Archeological Society of Virginia, 29(2), 80–88. [reprinted in 2007 in Pottery, Projectile Points and Native People: Vol. II (pp. 139–150). Archeological Society of Virginia.]